# Partia Wołyńska
Partia Wołyńska – doraźnie zorganizowany w zimie 1701-1702 oddział wojskowy. 
Dowódcą partii został mianowany regimentarz Poniatowski -  cześnik trembowelski. Jego zadaniem było zapewnić przydzielonym chorągwiom właściwe warunki bytowe na leżach zimowych.
Partia ta liczyła 5 chorągwi husarskich w sile 300 koni, 15 pancernych w sile 950 koni i 1 tatarską 60-konną. Kwatera dowódcy znajdowała się w Krzemieńcu.